# Persoonia acerosa
Persoonia acerosa är en tvåhjärtbladig växtart som beskrevs av Franz e Wilhelm Sieber och Schult. & Schult.f.. Persoonia acerosa ingår i släktet Persoonia och familjen Proteaceae. Inga underarter finns listade i Catalogue of Life.